# Sjersjnjovskoje Vodochranilisjtje
Sjersjnjovskoje Vodochranilisjtje (ryska: Шершневское водохранилище) är en reservoar byggd 1963–1969 vid Miassfloden vid Sosnovskijdistriktet i Tjeljabinsk i Tjeljabinsk oblast i Ryssland. Reservoaren, som består av sötvatten, ligger ungefär 175 kilometer från Miass mynning och är belägen 222 meter över havet. 

## Geografi
Staden Tjeljabinsk är belägen ost om reservoaren, samhället Poselok Sjersjnj, som också gett reservoaren sitt namn i norr, och byarna Zapadnyi, Severnyj, Malinovka och Butaki i väst, samt staden Poletaevo i syd.

## Historia
Planeringen av projektet påbörjades redan 1924 då platsen bedömdes som lämplig. 1962 togs det första spadtaget, och 1965 kunde vatten börja omdirigeras till området. I juli 1969 var reservoaren och dammen färdigställda.
Syftet med dammen och reservoaren var att reglera Miassflodens flöde samt att säkerställa kontinuerlig dricksvattenförsörjning till många av de större städerna i Tjeljabinsk oblast, samt vatten till industriella ändamål. Sjersjnjovskoje Vodochranilisjtje innehåller 176 miljoner kubikmeter vatten och är 17,2 kilometer lång, med en snittbredd på 2,2 kilometer, men 4,6 kilometer vid den bredaste punkten. Reservoarens genomsnittliga djup är 4,5 meter men på vissa ställen är så djupt som 15–16 meter. Kustlinjen runt om Sjersjnjovskoje Vodochranilisjtje är ungefär 85 kilometer. Sedan 1969 har även planer på ett småskaligt vattenkraftverk kommit allt närmre verklighet.
Ovanpå dammkonstruktionen, som är belägen i norr finns det en trafikerad motorväg. Reservoaren har ett rikt ekosystem med många olika arter av fiskar, som gäddor, sik, braxen, abborre, flera arter av karpfiskar med flera. Fiskelicens krävs inte, däremot patrullerar inspektörer och poliser under högsäsongen då det finns vissa krav på mått och några arter är förbjudna att behålla.
Under perioder uppstår förhöjda nivåer av kväve-, zink-, järn- och petroleumprodukter, särskilt i bottenslammet och kan då betraktas som något förorenad, men än så länge har problemet inte klassats som allvarligt. Under sommaren är reservoaren en populär sol-, bad- och fiskeplats för de närboende.

## Galleri

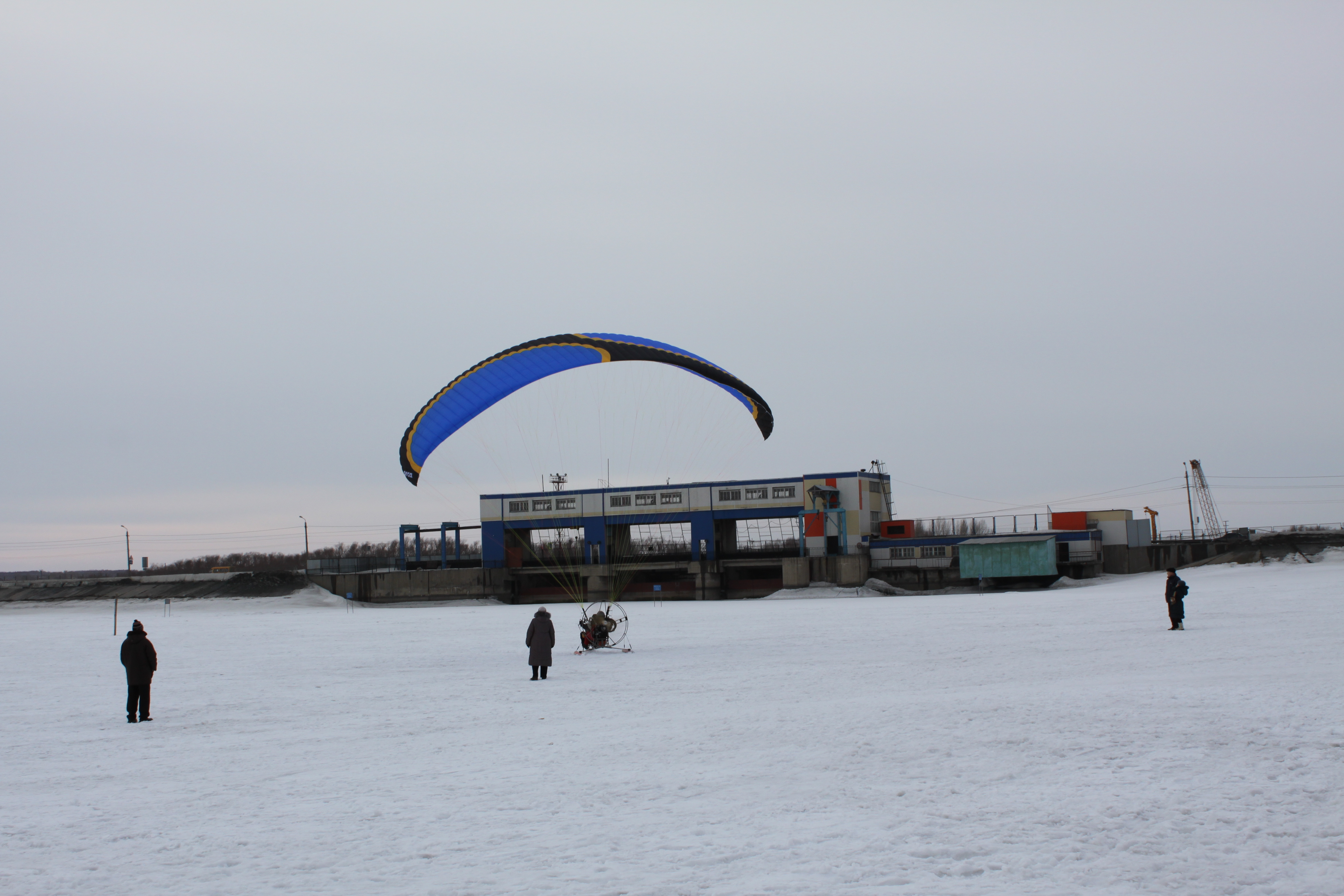
Reservoaren vintertid med friluftsliv och vintersport.
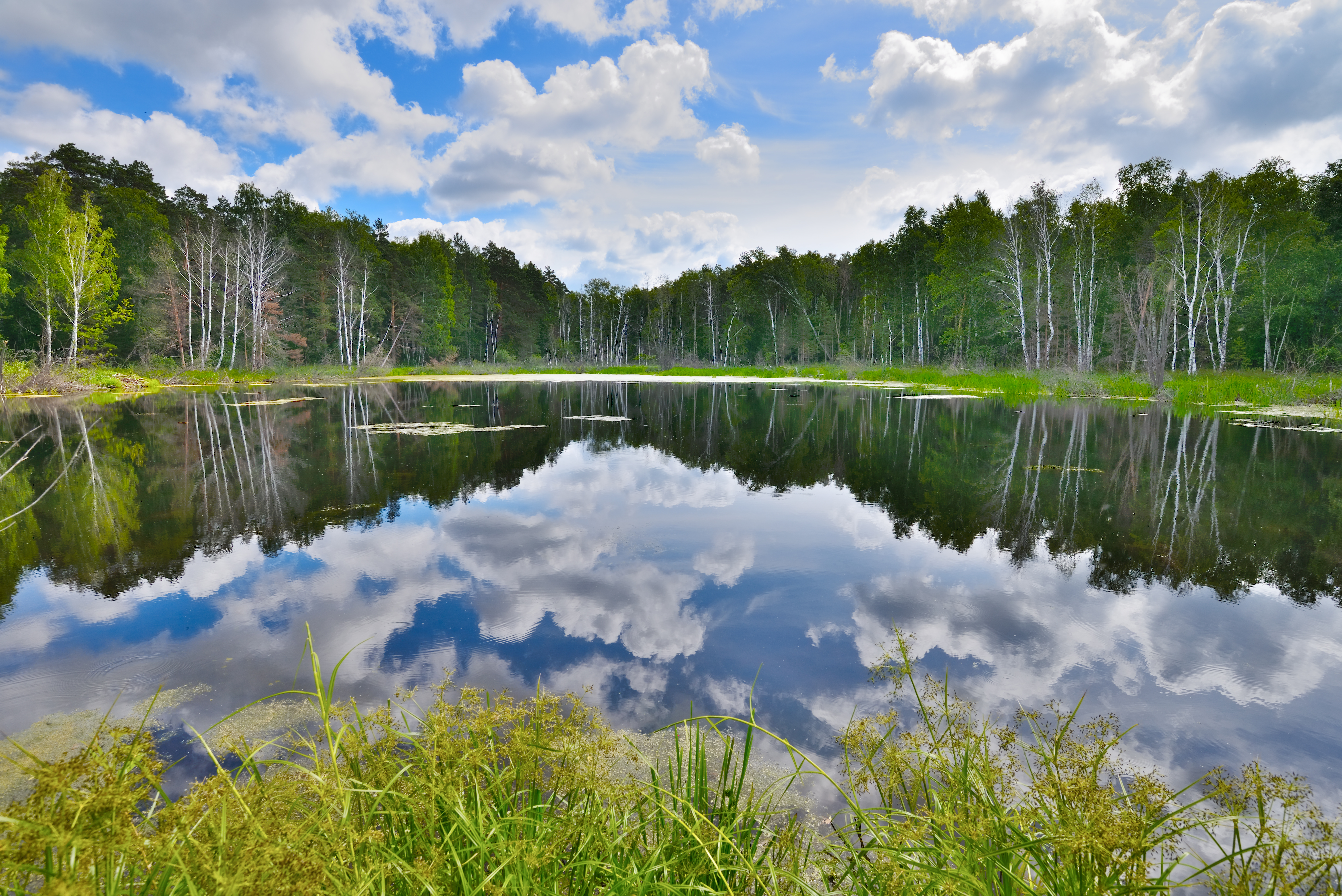
Vacker tallskog vid reservoarens sydligaste del.
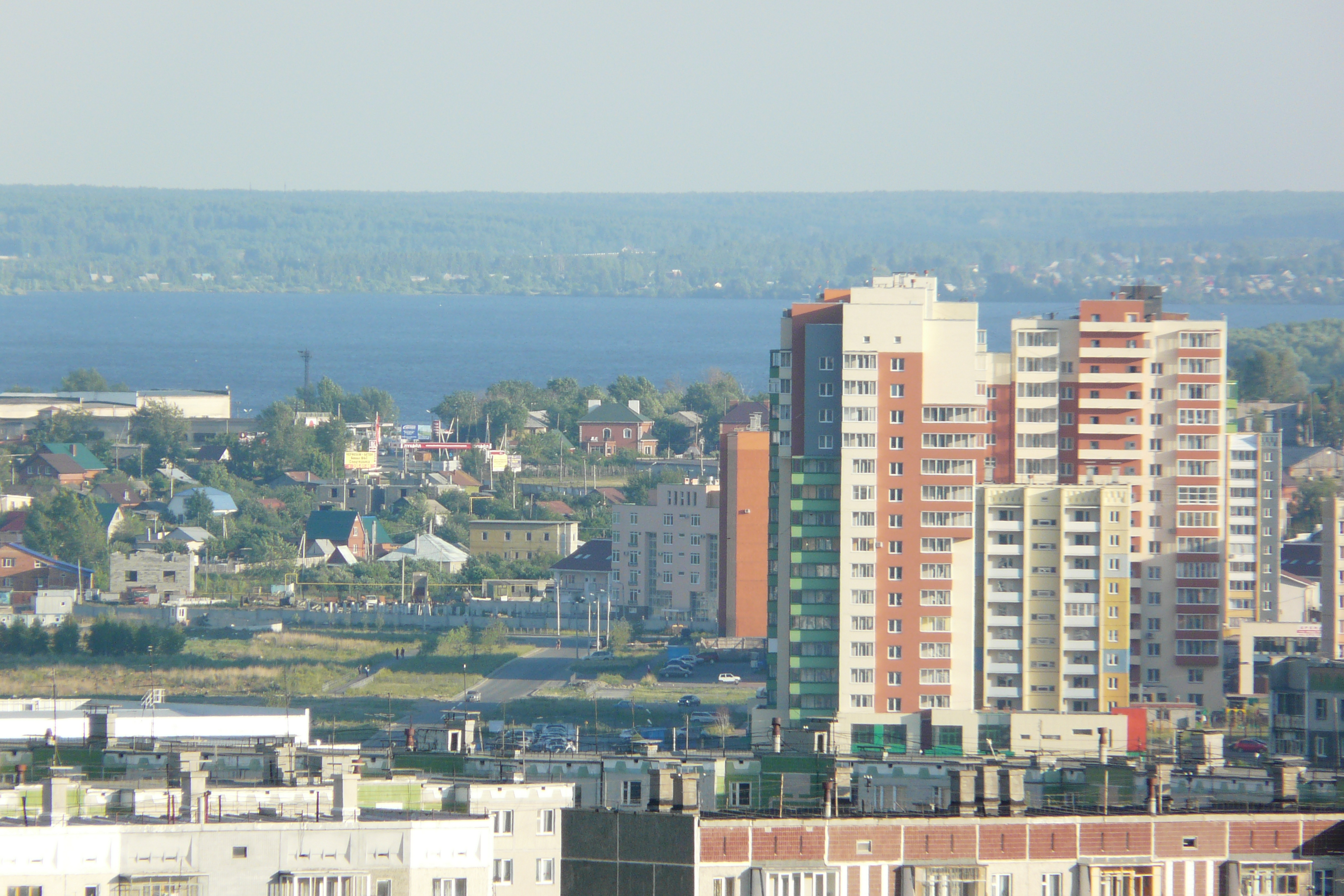
Sjersjnjovskoje Vodochranilisjtje sedd från Tjeljabinsks Sosnovskijdistrikt.